# Ekranas
AB Ekranas war ein litauisches Unternehmen, das Bildröhren herstellte. Es wurde 1994 privatisiert und am 18. April als Aktiengesellschaft registriert. Haupttätigkeit war die Herstellung elektronischer Geräte.
2004 erzielte das Unternehmen einen Umsatz von 467 Mio. LTL (im Jahr 2003: 462,274 Mio. LTL Umsatz und einen Gewinn von 35,046 Mio. LTL). Das Unternehmen war an der Börse Vilnius notiert. Am 20. April 2006 eröffnete das Bezirksgericht Panevėžys ein Insolvenzverfahren für AB „Ekranas“ und ernannte als Insolvenzverwalter Laisvutis Virgilijus Survila. Am 25. Mai 2006 änderte der Litauische Appellationshof die Entscheidung von 20. April 2006 und ernannte als Insolvenzverwalter von BAB „Ekranas“ das Unternehmen UAB „Baklis“ (Gintaras Gelčys).
Es hatte den Fußballverein Ekranas Panevėžys.